# Темиртауский трамвай
Темирта́уский трамвай — трамвайная система в городе Темиртау. Темиртау наряду с Павлодаром и Усть-Каменогорском является одним из трёх городов Казахстана, где действует трамвай.

## История
Выход первого трамвая на линию состоялся 5 сентября 1959 года, второй маршрут в старую часть города запустили в 1961 году, маршрут от промбазы до ТЭЦ-2 проложили в 1964 году; в 1966—1968 годах были установлены пути по маршруту № 2 до коксохимпроизводства, закрытого в 2013 году; а в 1991-м году — до 8-го микрорайона. Со временем число маршрутов сократилось до одного.
В городе весь парк обслуживался единственным депо.
В 2023 году трамвайная сеть города, обслуживаемая трамвайным цехом Транспортного управления АО «АрселорМиттал Темиртау», приостановило свою работу, система была закрыта 14 февраля на неопределённый срок; в июне начался разбор сети. В сентябре было объявлено о ликвидации трамвайного парка как юрлица и сокращении сотрудников, фактически это означало закрытие трамвая в городе.
В марте 2023 года жители города обратились к Президенту Казахстана с просьбой вернуть трамвай.
В конце апреля 2024 года предприятие Qarmet (ранее АО «АрселорМиттал Темиртау»), на балансе которого находится трамвайная сеть, начало восстановление системы — стартовала замена путей от заводоуправления до проспекта Республики; были предусмотрены полная замена электрической части и ремонт депо. К концу 2024 года было уложено 15 км новых трамвайных путей и отремонтировано ещё 2,8. Также на казахстанском предприятии QazTenha из г. Сарань было собрано восемь современных трамваев, из китайских компонентов; в отличие от старых, имеющих бо́льшую вместительность на 120 человек (из них 40 сидячих мест).
В начале октября Темиртауский высший политехнический колледж начал набор на обучение водителей трамваев с гарантированным трудоустройством.
Частичный запуск движения трамваев для перевозки рабочих предприятия состоялся в середине января, а полноценное движение ожидается с 1 марта 2025 года.

## Подвижной состав
- 71-605
- Tatra KT4
- КТМ-2 (отреставрированный, на маршрут не выходит)

## Маршруты
- 4. Цех обжига — 8-й микрорайон.

Закрытые маршруты
- 1. Старый город — Цех обжига
- 2. Цех обжига — КХП (Коксохимпроизводство)
- 3. Старый город — 8-й микрорайон

Линия в Старый город закрыта в декабре 2005 года, а линия на КХП 25 июня 2013 года.

## Стоимость проезда
- Стоимость проезда по карте ONAY составляет 100 тг, для сотрудников АО "Qarmet" проезд является бесплатным

## Изображения

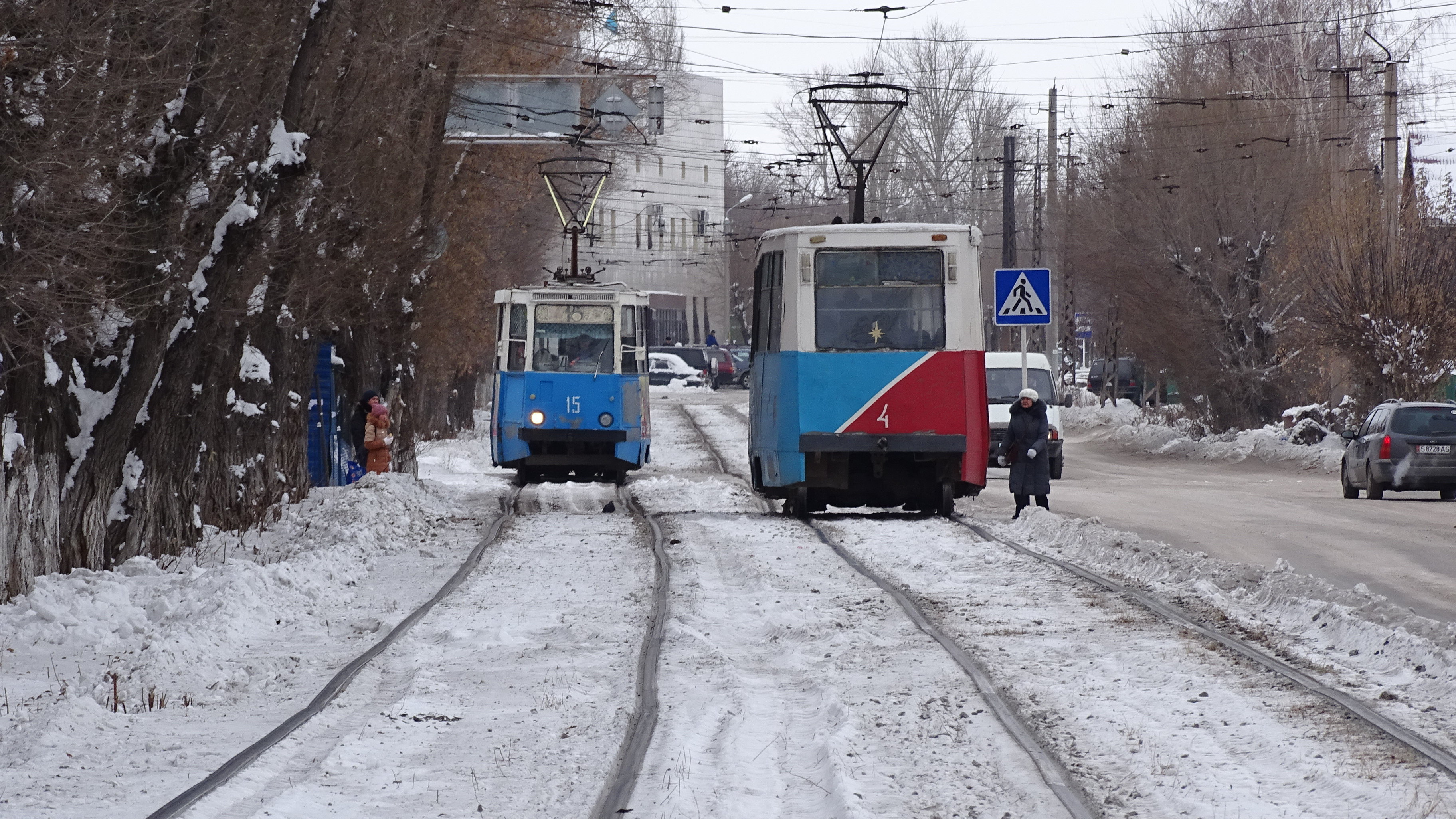
Трамваи в городе Темиртау, Казахстан. 2016 год
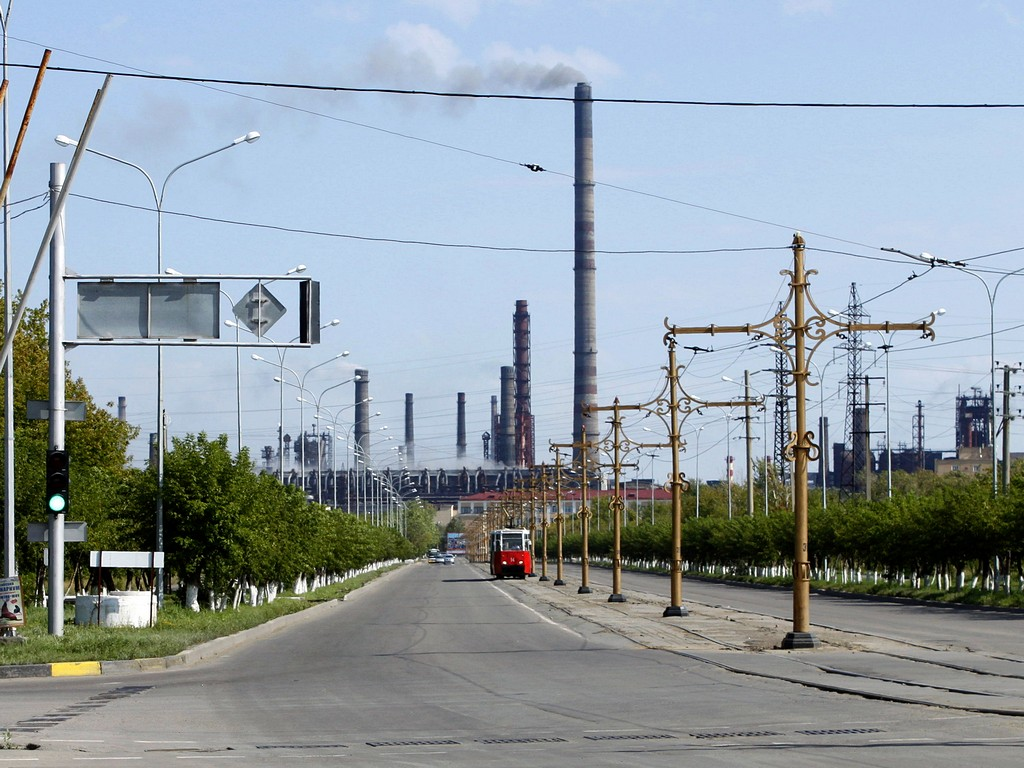
Трамвай и трубы Карметкомбината в Темиртау
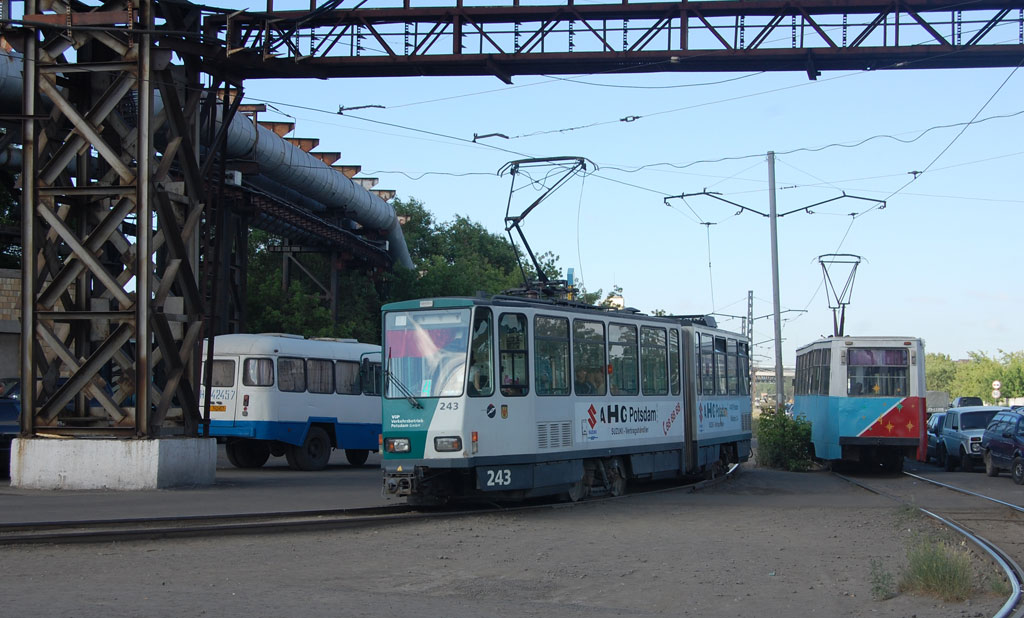
Трамвай модели Tatra KT4 работает на линии
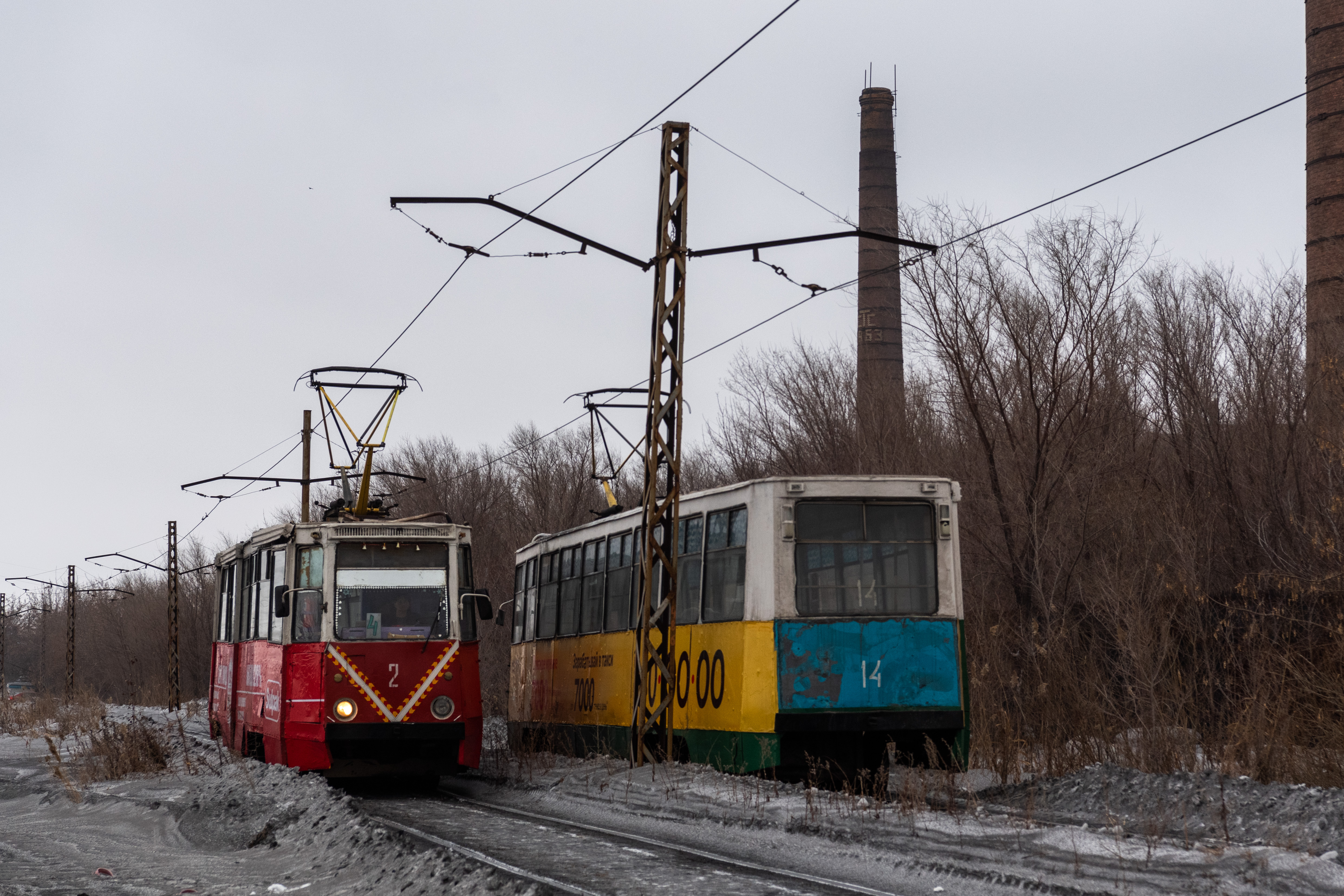
Трамвай в 2019 году
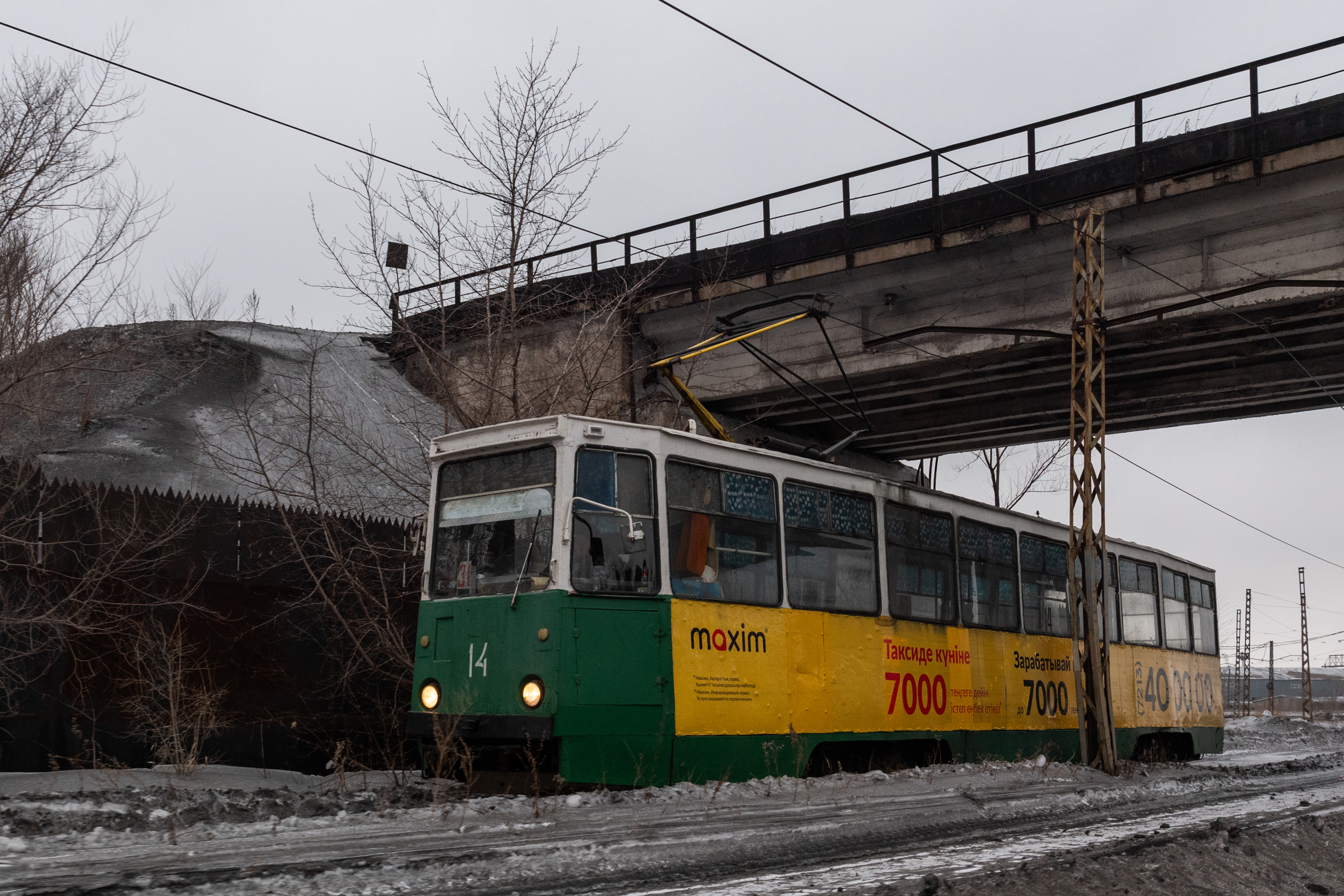
Трамвай в 2019 году